# Spilosoma sericipennis
Spilosoma sericipennis är en fjärilsart som beskrevs av Rothschild. Spilosoma sericipennis ingår i släktet Spilosoma och familjen björnspinnare. Inga underarter finns listade i Catalogue of Life.